# Altar de Pérgamo

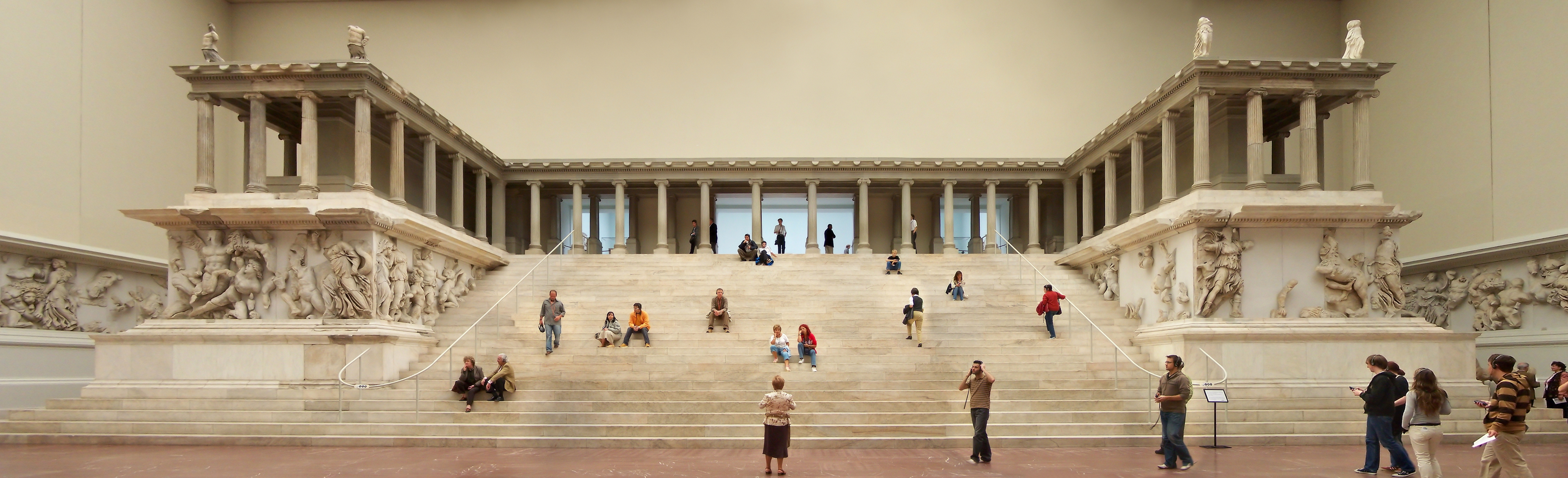
O Altar de Pérgamo, reconstruído em Berlim

O Altar de Pérgamo é uma magnífica estrutura dedicada a Zeus, originalmente construída no século II a.C. na cidade grega de Pérgamo (atual Bergama, na Turquia).
A construção, que sofrera muito com o tempo e estava destruída, foi escavada, no final do século XIX, em seu sítio original, e suas partes enviadas para a Alemanha por uma expedição arqueológica liderada por Carl Humann. O altar foi então abrigado no Museu de Pérgamo em Berlim, onde pode ser visto junto a outras estruturas monumentais como o Portão do Mercado de Mileto e a Porta de Istar da Babilônia.

## O altar

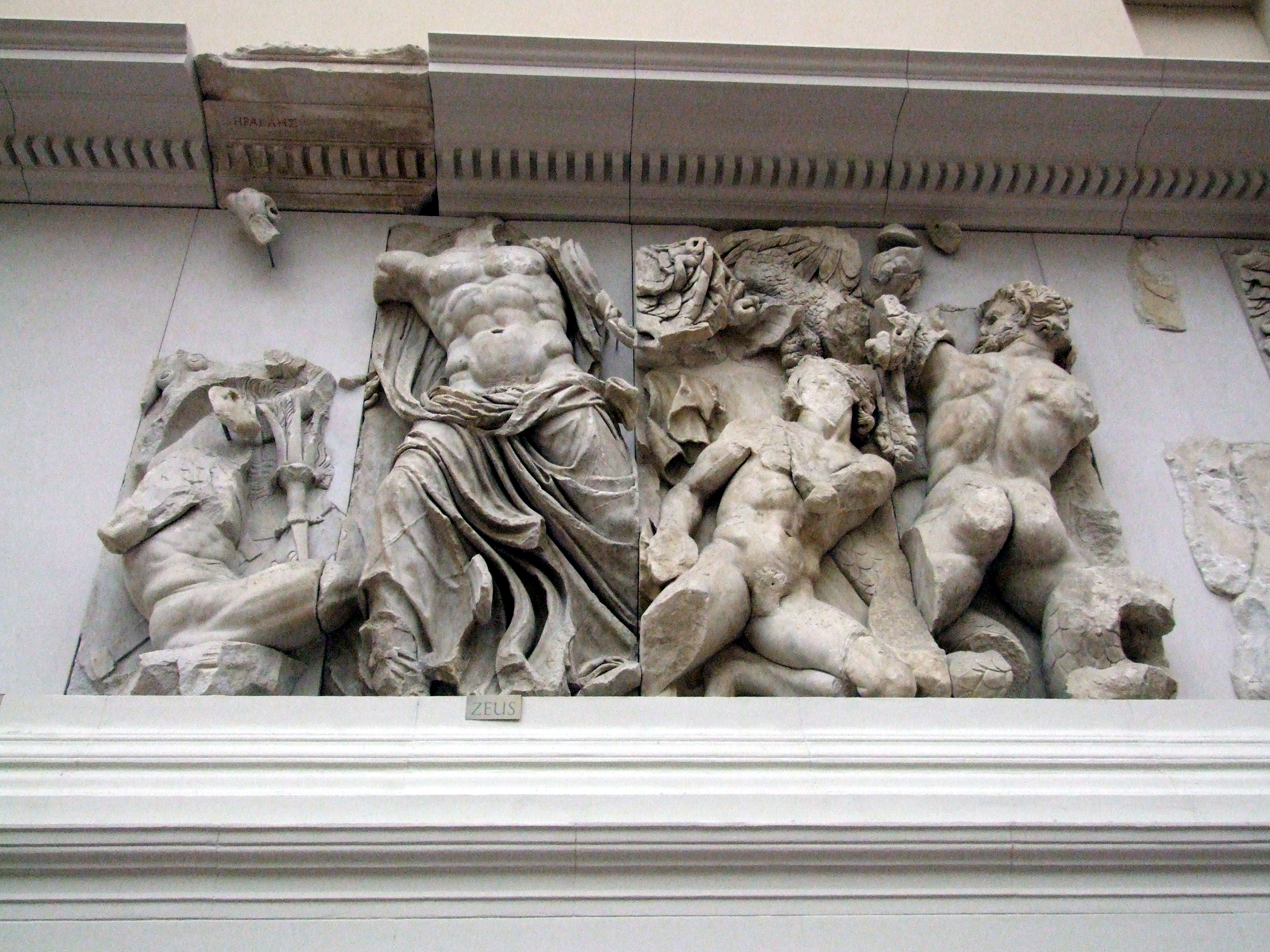
Zeus contra Porfírio (detalhe do friso)

O altar tem um longo friso em baixo-relevo, com 113 metros de comprimento mostrando a gigantomaquia ou a luta entre os deuses e gigantes da mitologia. Segue o esquema tradicional grego, consistindo de uma vasta plataforma murada de onde saem colunas jônicas. De cada face, escadarias monumentais levam ao alto. Os frisos são montados nos muros baixos e não no alto das colunatas, como no Partenon.

## Gigantomaquia

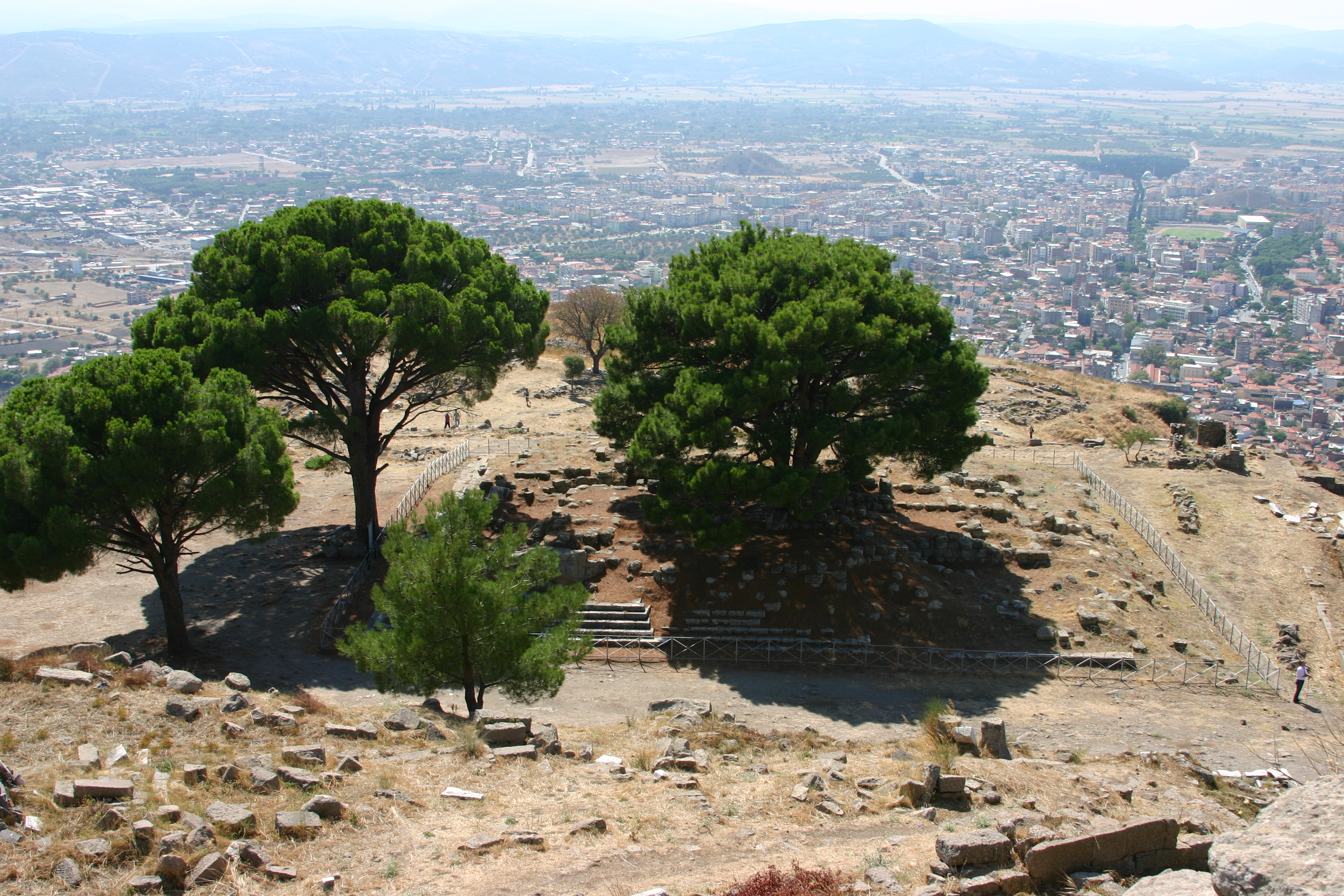
Base vazia em Pérgamo (Bergama), na Turquia

Devido à natureza didática da arte helênica, supõe-se que o projeto do friso tenha sido profundamente estudado. A teoria mais aceita afirma que é baseado na Teogonia de Hesíodo, organizado genealogicamente, com os descendentes de Urano, os titãs e os deuses olímpicos, representando o combate entre a ordem e o caos.
Existem também referências a Ponto, no lado mais próximo ao mar, e a Nix, associados à escuridão, à mortalidade e ao destino, na posição central do lado norte. Não existe unanimidade no entanto, e outras interpretações mostram Perséfone e Diana, que não aparecem na Teogonia. Com certeza, reconhecem-se as figuras de Atena, Áres, Zeus, Hércules, Hera, Apolo, Lete e Ártemis no lado leste; as divindades da luz Febo, Selene, Hélio e Eos no lado sul; o friso do pódio, no lado oeste, com Dioniso, Cibele e Reia; no lado norte, Posidão e Anfitrite. Esses frisos constituem um dos momentos maiores da escultura grega, representando o apogeu de um certo barroco helênico.

## Uso político
O grande altar provavelmente foi construído a mando de Eumenes II, da dinastia Atálida, após suas vitórias militares no Mar Mediterrâneo que lhe deram o domínio sobre a Ásia Menor. Pérgamo desejava cultivar sua imagem dentro da supremacia cultural e política perdidas por Atenas no mundo grego. Tinha vários projetos, inclusive o patrocínio de monumentos na Acrópole ateniense. O friso fazia direta referência tanto ao Partenão quanto às vitórias navais de Aníbal em Cartago, mostrando Pérgamo como defensora da cultura grega.
Na base do altar, um friso descreve a vida de Télefo, filho de Herácles e mitológico criador da dinastia Atálida - com o propósito de fazer a ligação entre a cidade e os deuses do Olimpo. Pérgamo, tendo-se desenvolvido muito mais tarde, não podia reclamar a mesma herança divina das antigas cidades-estado. De todo modo, tentava cultivar seu lugar na mitologia grega.
Na época em que foram levados para a Alemanha, o império germânico reagrupado procurava aumentar sua influência cultural, e aproveitou sua aliança com o Império Otomano para concorrer com seus rivais ingleses e franceses, num jogo cultural e geopolítico que acabou na I Grande Guerra. O magnífico saque incluiu o altar, relíquias da Babilônia, Troia e obras muçulmanas.
Após o fim da Segunda Guerra Mundial, foi tomado como Troféu de guerra pela União Soviética. Lá permaneceu no Hermitage, exibido ao público em e devolvido à Alemanha em 1958.
Na atualidade, o governo turco reclama a devolução do altar, que teria sido retirado ilegalmente do país - da mesma forma que os mármores de Elgin, que a Grécia pretende retomar à Inglaterra.